# Sejmik Województwa Śląskiego
Sejmik Województwa Śląskiego – organ stanowiący i kontrolny samorządu województwa śląskiego. Istnieje od 1998 roku. Obecna, VII kadencja Sejmiku, trwa w latach 2024–2029.
Sejmik Województwa Śląskiego składa się z 45 radnych, wybieranych w województwie śląskim w wyborach bezpośrednich na kadencje trwające 5 lat (w latach 1998–2018 kadencja trwała 4 lata).
Siedzibą sejmiku województwa są Katowice.
Przewodniczącym Sejmiku Województwa Śląskiego jest Jacek Jarco, a marszałkiem województwa śląskiego Wojciech Saługa.

## Wybory do Sejmiku
Radni do Sejmiku Województwa Śląskiego są wybierani w wyborach co 5 lat (do 2018 co 4) w siedmiu okręgach wyborczych, które nie mają swoich oficjalnych nazw. Zasady i tryb przeprowadzenia wyborów określa odrębna ustawa. Skrócenie kadencji sejmiku może nastąpić w drodze referendum wojewódzkiego.
| Nr okręgu | Powiaty i miasta na prawach powiatu                                                            | Liczba radnych | Liczba wyborców w 2024 |
| --------- | ---------------------------------------------------------------------------------------------- | -------------- | ---------------------- |
| 1         | miasto Bielsko-Biała powiaty: bielski, cieszyński, żywiecki                                    | 7              | 508 183                |
| 2         | miasta: Katowice, Mysłowice, Tychy powiaty: bieruńsko-lędziński, pszczyński                    | 7              | 488 821                |
| 3         | miasta: Jastrzębie-Zdrój, Rybnik, Żory powiaty: mikołowski, raciborski, rybnicki, wodzisławski | 7              | 541 934                |
| 4         | miasta: Bytom, Gliwice powiaty: gliwicki, lubliniecki, tarnogórski                             | 7              | 492 664                |
| 5         | Chorzów, Piekary Śląskie, Ruda Śląska, Siemianowice Śląskie, Świętochłowice, Zabrze            | 5              | 415 213                |
| 6         | miasto Częstochowa powiaty: częstochowski, kłobucki, myszkowski                                | 5              | 392 913                |
| 7         | miasta: Dąbrowa Górnicza, Jaworzno, Sosnowiec powiaty: będziński, zawierciański                | 7              | 508 805                |
|           | Razem (Σ)                                                                                      | 45             | 3 348 533              |

## Organizacja Sejmiku
Sejmik tworzy 48 radnych, wybierających spośród siebie przewodniczącego i 3 wiceprzewodniczących. Radni pracują w tematycznych komisjach stałych i doraźnych. Komisje stałe:
Komisja Budżetu, Skarbu i Finansów
Komisja Edukacji, Nauki i Kultury
Komisja Polityki Społecznej i Ochrony Zdrowia
Komisja Rewizyjna
Komisja Rolnictwa i Terenów Wiejskich
Komisja Rozwoju i Zagospodarowania Przestrzennego
Komisja Sportu, Turystyki i Rekreacji
Komisja Statutowo-Regulaminowa
Komisja Środowiska i Gospodarki Wodnej
Komisja Współpracy Zagranicznej i Integracji Europejskiej

## Radni Sejmiku (stany na koniec kadencji)

### I kadencja (1998–2002)
SLD: 31 
     PS: 1 
     UW: 12 
     AWS: 31 
Przewodniczący
- Ryszard Andrzej Ostrowski

Kluby radnych
- Sojusz Lewicy Demokratycznej – 30 radnych:
  - Sylwia Adolf, Zbigniew Bomba, Roman Chrzanowski, Andrzej Dobrzański, Marek Fabryczny, Tadeusz Fudała, Marian Gajda, Jadwiga Hyrczyk-Franczyk, Marian Jarosz, Henryk Jąderko, Edward Jędrzejewski, Janina Jura, Antoni Karbowski, Sergiusz Karpiński, Danuta Kieljan, Jacek Kocjan, Stanisław Kowarczyk, Cecylia Machulska, Joachim Masarczyk, Roman Mirski, Jerzy Pistelok (Partia Ludowo-Demokratyczna), Jan Rachwalik, Zenon Soluch, Karol Stasica, Andrzej Szczepański, Krzysztof Tabaka, Marek Trombski, Michał Urban, Zbigniew Wieczorek, Mieczysław Wyględowski
- Wspólnota Samorządowa – 17 radnych:
  - Ruch Społeczny – Jerzy Guła, Andrzej Kampa, Aleksander Leszczyna, Karol Łużniak, Jan Olbrycht, Kazimierz Pankiewicz, Bożena Siedlecka, Alina Świeży-Sobel
  - Prawo i Sprawiedliwość – Jerzy Ciba, Izabela Kloc, Alojzy Lysko, Leokadia Sobczyńska
  - Stronnictwo Pracy – Jadwiga Rudnicka
  - Wojciech Czech, Adam Rams, Czesław Sobierajski, Jerzy Szpineter
- Platforma Obywatelska – 11 radnych:
  - Marek Bednarek, Paweł Bomba, Janusz Frąckowiak, Aleksander Gądek, Marcin Kędracki, Elżbieta Pierzchała, Romuald Romuszyński, Teresa Skowrońska, Grzegorz Szpyrka, Bernard Szweda, Henryk Zaguła
- Unia Wolności – 9 radnych:
  - Jadwiga Górna, Lucjan Kępka, Zygmunt Klosa, Maciej Krzanowski, Ryszard Andrzej Ostrowski, Jerzy Siedlaczek, Andrzej Skowroński, Marta Świerniak, Mariusz Wyleżoł
- Kongres Chrześcijańsko-Narodowy – 3 radnych:
  - Zjednoczenie Chrześcijańsko-Narodowe – Paweł Kilarski, Sebastian Szymonik
  - Ruch Katolicko-Narodowy – Bożena Boruta-Gojny
- Niezrzeszeni – 5 radnych:
  - Alfred Bąk (niezależny, poprzednio SLD)
  - Sławomir Ogórek (niezależny, poprzednio Ruch Społeczny Akcja Wyborcza Solidarność)
  - Andrzej Sikora (niezależny, poprzednio Porozumienie Polskich Chrześcijańskich Demokratów)
  - Ireneusz Skubis (Polskie Stronnictwo Ludowe)
  - Czesław Żelichowski (Prawo i Sprawiedliwość)

### II kadencja (2002–2006)
SLD-UP: 20 
     Samoobrona: 6 
     US: 1 
     WS: 4 
     POPiS: 10 
     LPR: 7 
Kluby radnych
- Sojusz Lewicy Demokratycznej – 20 radnych:
  - Alfred Brudny, Michał Czarski, Marek Dobrzański, Tadeusz Fudała, Marian Gajda, Jadwiga Hyrczyk-Franczyk, Marian Jarosz, Sergiusz Karpiński, Jolanta Kopiec, Grzegorz Makowski, Wiesław Maras, Leokadia Mizerska, Małgorzata Ochęduszko-Ludwik, Irena Pierzchała, Karol Stasica, Henryk Szczerba, Marek Trombski (Partia Demokratyczna), Michał Urban, Paweł Wieczorek, Zbigniew Wieczorek
- Platforma Obywatelska – 10 radnych:
  - Ludgarda Buzek, Marcin Kędracki, Janusz Krakowian, Mirosław Kraus, Gabriela Lenartowicz, Marian Maciejczyk, Antoni Piechniczek, Krzysztof Stachowicz, Wojciech Zamorski, Piotr Zienc
- Prawo i Sprawiedliwość – 4 radnych:
  - Karolina Jacent, Marek Migas, Władysław Motyka, Grzegorz Szpyrka
- Ruch Samorządowy – 4 radnych:
  - Jan Borzymowski, Eugeniusz Mikołajczak, Bernard Szweda, Stanisław Zapała
- Niezrzeszeni – 9 radnych:
  - Samoobrona Rzeczpospolitej Polskiej – Leszek Czerwiński, Jan Grela, Jerzy Kłudka
  - Liga Polskich Rodzin – Longin Dobrakowski, Rajmund Pollak
  - Obrona Narodu Polskiego – Tadeusz Mazanek, Antoni Waleczek
  - Andrzej Kampa (PiS)
  - Dariusz Staszyński (niezależny, poprzednio Samoobrona RP)

### III kadencja (2006–2010)
LiD: 8 
     PSL: 3 
     PO: 21 
     PiS: 16 
Prezydium
- Przewodniczący: Michał Czarski
  - Wiceprzewodniczący: Jan Kawulok
  - Wiceprzewodniczący: Marcin Kędracki
  - Wiceprzewodniczący: Piotr Zienc

Kluby radnych
- Platforma Obywatelska – 19 radnych:
  - Jan Borzymowski, Józef Buszman, Aleksandra Gajewska, Paweł Kaleta, Wacław Kania, Marcin Kędracki, Ewa Lewandowska, Marek Parkitny, Krzysztof Rybka, Piotr Spyra, Krzysztof Stachowicz, Martyna Starc-Jażdżyk, Andrzej Szewiński, Bogusław Śmigielski, Karol Węglarzy, Tomasz Wrona, Wojciech Zamorski, Piotr Zarzycki, Piotr Zienc
- Prawo i Sprawiedliwość – 10 radnych:
  - Barbara Dworak, Andrzej Hutnik, Andrzej Kamiński, Jan Kawulok, Marek Migas, Czesław Sobierajski, Tadeusz Szymonik, Krzysztof Ślaski, Jacek Świerkocki, Adam Wolak
- Sojusz Lewicy Demokratycznej – 8 radnych:
  - Alfred Brudny, Michał Czarski, Marian Gajda, Marian Jarosz, Sergiusz Karpiński, Wiesław Maras, Henryk Moskwa, Cezary Stryjak
- Samorządowa Inicjatywa Obywatelska – 4 radnych:
  - Ludgarda Buzek, Mieczysław Jagiełło, Piotr Lewandowski, Janusz Moszyński
- Polskie Stronnictwo Ludowe – 3 radnych:
  - Bronisław Karasek, Marian Ormaniec, Zygmunt Wilk
- Niezrzeszeni – 4 radnych:
  - Witold Naturski (PO)
  - Włodzimierz Skalik (Prawica Rzeczypospolitej)
  - Grzegorz Szpyrka (niezależny, poprzednio PiS)
  - Jacek Świetlicki (niezależny, poprzednio Polska Plus)

### IV kadencja (2010–2014)
SLD: 10 
     PSL: 2 
     RAŚ: 3 
     PO: 22 
     PiS: 11 
Prezydium
- Przewodniczący: Andrzej Gościniak
  - Wiceprzewodniczący: Michał Czarski
  - Wiceprzewodniczący: Andrzej Kamiński
  - Wiceprzewodniczący: Piotr Kurpios

Kluby radnych
- Platforma Obywatelska – 22 radnych:
  - Jan Borzymowski, Janusz Buzek, Ludgarda Buzek, Aleksandra Gajewska, Andrzej Gościniak, Witold Grim, Anna Hetman, Gustaw Jochlik, Mariusz Kleszczewski, Agnieszka Kostempska, Lucyna Kręcichwost, Piotr Kurpios, Ewa Lewandowska, Adam Lubas, Agnieszka Luty, Adam Matusiewicz, Maria Potępa, Martyna Starc-Jażdżyk, Karol Węglarzy, Grzegorz Wolnik, Wojciech Zamorski, Piotr Zienc
- Sojusz Lewicy Demokratycznej – 10 radnych:
  - Michał Czarski, Stanisław Dzwonnik, Marian Gajda, Marian Jarosz, Przemysław Koperski, Wiesław Maras, Henryk Moskwa, Małgorzata Ochęduszko-Ludwik, Małgorzata Tkacz-Janik, Katarzyna Zapart
- Prawo i Sprawiedliwość – 8 radnych:
  - Bożena Borys-Szopa, Piotr Czarnynoga, Barbara Dziuk, Urszula Grzonka, Andrzej Kamiński, Jan Kawulok, Artur Warzocha, Wiesław Wójcik
- Ruch Autonomii Śląska – 4 radnych:
  - Jerzy Gorzelik, Henryk Mercik, Andrzej Sławik, Janusz Wita
- Niezrzeszeni – 3 radnych:
  - Marian Ormaniec (Polskie Stronnictwo Ludowe)
  - Władysław Serafin (niezależny, poprzednio Polskie Stronnictwo Ludowe)
  - Michał Wójcik (Solidarna Polska)

### V kadencja (2014–2018)
SLD Lewica Razem: 3 
     RAŚ: 4 
     PO: 17 
     PSL: 5 
     PiS: 16 
Prezydium
- Przewodniczący: Stanisław Gmitruk
  - Wiceprzewodniczący: Sylwia Cieślar
  - Wiceprzewodniczący: Janusz Wita
  - Wiceprzewodniczący: Grzegorz Wolnik

Kluby radnych
- Platforma Obywatelska – 17 radnych:
  - Halina Bieda, Sylwia Cieślar, Lucyna Ekkert, Andrzej Gościniak, Michał Gramatyka, Marek Gzik, Magdalena Idzik-Fabiańska, Maciej Kolon, Urszula Koszutska, Jarosław Makowski, Mirosław Mazur, Janusz Ogiegło, Janusz Pasternak, Maria Potępa, Marta Salwierak, Martyna Starc-Jażdżyk, Grzegorz Wolnik
- Prawo i Sprawiedliwość – 14 radnych:
  - Piotr Czarnynoga, Grzegorz Gaża, Krystyna Jasińska, Jan Kawulok, Julia Kloc-Kondracka, Beata Kocik, Bronisław Korfanty, Józef Kubica (Solidarna Polska), Maria Materla, Zbigniew Przedpełski, Jacek Świerkocki, Teresa Wróbel, Małgorzata Zarychta-Surówka, Ewa Żak
- Polskie Stronnictwo Ludowe – 5 radnych:
  - Stanisław Dąbrowa, Stanisław Gmitruk, Bronisław Karasek, Krystian Kiełbasa, Danuta Kożusznik
- Śląska Partia Regionalna – 4 radnych:
  - Jerzy Gorzelik, Aniela Jany, Henryk Mercik, Janusz Wita
- SLD Lewica Razem – 3 radnych (wszyscy Sojusz Lewicy Demokratycznej):
  - Michał Czarski, Stanisław Dzwonnik, Małgorzata Ochęduszko-Ludwik
- Niezrzeszeni – 2 radnych:
  - Tadeusz Gruszka (Samorządowy Ruch Demokratyczny)
  - Monika Socha (Wolni i Solidarni)

### VI kadencja (2018–2024)
SLD Lewica Razem: 2 
     KO: 20 
     PSL: 1 
     PiS: 22 
Prezydium
- Przewodniczący: Mirosław Mazur
  - Wiceprzewodniczący: Stanisław Gmitruk
  - Wiceprzewodniczący: Urszula Koszutska
  - Wiceprzewodniczący: Rafał Porc

Kluby radnych
- Koalicja Obywatelska – 22 radnych:
  - Platforma Obywatelska – Magdalena Cieślar, Lucyna Ekkert, Maciej Kolon, Klaudiusz Komor, Dorota Konieczny-Simela, Urszula Koszutska, Mirosław Mazur, Marta Salwierak, Katarzyna Stachowicz, Grzegorz Wolnik
  - Tak! Dla Polski – Jakub Chełstowski, Rafał Kandziora, Maria Materla, Alina Nowak
  - Nowoczesna – Alina Bednarz, Renata Caban
  - Barbara Chrobok, Iwona Jelonek, Marek Kopel, Hubert Maślanka, Ewa Nierychło, Tadeusz Sławek
- Prawo i Sprawiedliwość – 18 radnych:
  - Jadwiga Baczyńska, Stanisław Baczyński, Piotr Bańka, Agnieszka Biegun, Piotr Czarnynoga, Dariusz Iskanin, Stanisław Jaszczuk, Wojciech Kałuża, Jan Kawulok, Julia Kloc-Kondracka, Beata Kocik, Bartłomiej Kowalski, Marcin Kozik (Suwerenna Polska), Józef Kubica (Suwerenna Polska), Zbigniew Przedpełski, Jacek Świerkocki, Przemysław Wydra (Suwerenna Polska), Ewa Żak
- Niezrzeszeni – 5 radnych:
  - Nowa Lewica – Mariusz Ogończyk, Rafał Porc
  - Polskie Stronnictwo Ludowe – Marek Bieniek, Stanisław Gmitruk
  - Jarosław Szczęsny (PiS)

### VII kadencja (2024–2029)
Lewica: 2 
     KO: 20 
     TD: 5 
     PiS: 18 
Prezydium
- Przewodniczący: Jacek Jarco
  - Wiceprzewodniczący: Alina Bednarz
  - Wiceprzewodniczący: Stanisław Gmitruk
  - Wiceprzewodniczący: Mirosław Mazur

Kluby radnych
- Koalicja Obywatelska – 20 radnych:
  - Platforma Obywatelska – Paweł Bańkowski, Jacek Brzezinka, Lucyna Ekkert, Barbara Gadowska, Paweł Kobyliński, Maciej Kolon, Adam Lubas, Mirosław Mazur, Rafał Ryplewicz, Bartłomiej Sabat, Marcin Szarek, Aleksandra Targosz-Bernaciak, Aldona Węgrzynkiewicz, Grzegorz Wolnik
  - Nowoczesna – Alina Bednarz
  - Ewa Chmielorz, Maciej Gruchlik, Adam Koczyk, Marek Kopel, Katarzyna Twardzik
- Prawo i Sprawiedliwość – 18 radnych:
  - Jadwiga Baczyńska, Stanisław Baczyński, Beata Białowąs, Jan Chrząszcz, Piotr Czarnynoga, Łukasz Dwornik, Wojciech Kałuża, Jan Kawulok, Julia Kloc-Kondracka, Beata Kocik, Bartłomiej Kowalski, Józef Kubica, Małgorzata Mańka, Maria Nowak, Tomasz Papaj, Dariusz Starzycki, Dorota Tobiszowska, Mariusz Trepka
- Polskie Stronnictwo Ludowe – Trzecia Droga – 3 radnych (wszyscy PSL):
  - Marek Bieniek, Stanisław Gmitruk, Bronisław Karasek
- Niezrzeszeni – 4 radnych:
  - Nowa Lewica – Rafał Adamczyk, Ewelina Balt
  - Polska 2050 – Jacek Jarco, Aleksandra Poloczek

### 2006

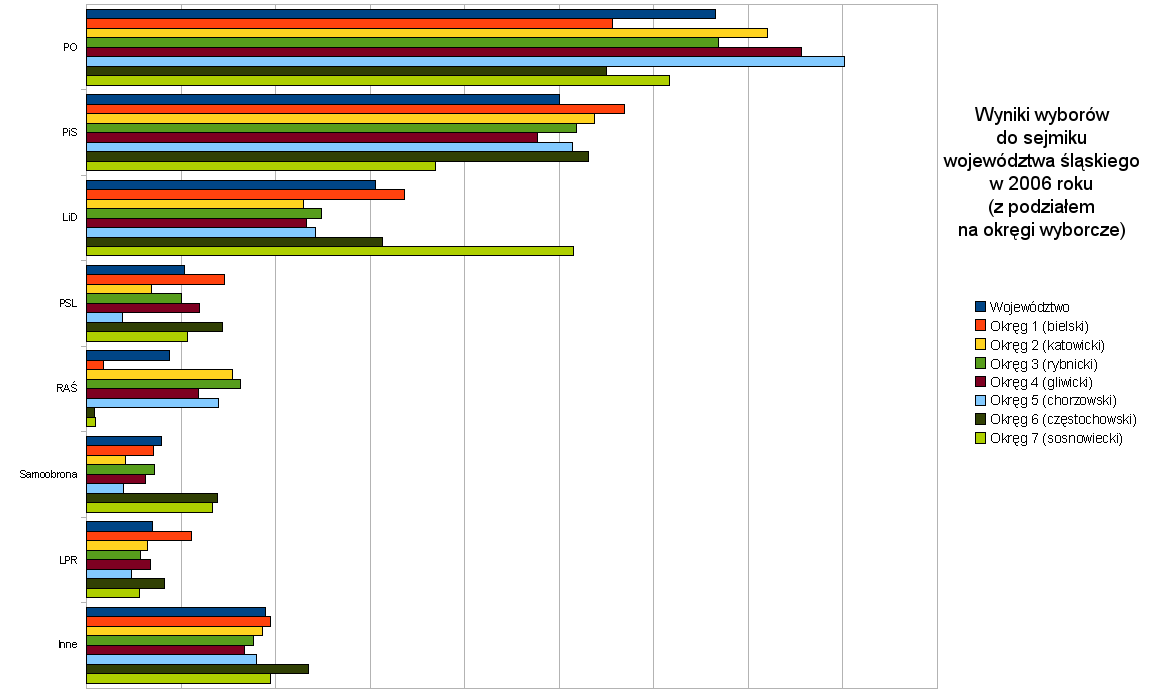
Wyniki wyborów do sejmiku województwa śląskiego w 2006, z podziałem na okręgi wyborcze

## Oficjalne wyniki wyborów do Sejmiku

### 1998[20]
|  | Komitet wyborczy             | Mandaty |
|  | ---------------------------- | ------- |
|  | Akcja Wyborcza Solidarność   | 31      |
|  | Sojusz Lewicy Demokratycznej | 31      |
|  | Unia Wolności                | 12      |
|  | Przymierze Społeczne         | 1       |
|  | Razem                        | 75      |

### 2002[21]
|  | Komitet wyborczy                               | Mandaty |
|  | ---------------------------------------------- | ------- |
|  | Sojusz Lewicy Demokratycznej – Unia Pracy      | 20      |
|  | Platforma Obywatelska – Prawo i Sprawiedliwość | 10      |
|  | Liga Polskich Rodzin                           | 7       |
|  | Samoobrona Rzeczpospolitej Polskiej            | 6       |
|  | Wspólnota Samorządowa Województwa Śląskiego    | 4       |
|  | Unia Samorządowa                               | 1       |
|  | Razem                                          | 48      |

### 2006[22]
|  | Komitet wyborczy           | Mandaty |
|  | -------------------------- | ------- |
|  | Platforma Obywatelska      | 21      |
|  | Prawo i Sprawiedliwość     | 16      |
|  | Lewica i Demokraci         | 8       |
|  | Polskie Stronnictwo Ludowe | 3       |
|  | Razem                      | 48      |

### 2010[23]
|  | Komitet wyborczy             | Mandaty |
|  | ---------------------------- | ------- |
|  | Platforma Obywatelska        | 22      |
|  | Prawo i Sprawiedliwość       | 11      |
|  | Sojusz Lewicy Demokratycznej | 10      |
|  | Ruch Autonomii Śląska        | 3       |
|  | Polskie Stronnictwo Ludowe   | 2       |
|  | Razem                        | 48      |

### 2014[24]
|  | Komitet wyborczy           | Mandaty |
|  | -------------------------- | ------- |
|  | Platforma Obywatelska      | 17      |
|  | Prawo i Sprawiedliwość     | 16      |
|  | Polskie Stronnictwo Ludowe | 5       |
|  | Ruch Autonomii Śląska      | 4       |
|  | SLD Lewica Razem           | 3       |
|  | Razem                      | 45      |

### 2018[25]
|  | Komitet wyborczy           | Mandaty |
|  | -------------------------- | ------- |
|  | Prawo i Sprawiedliwość     | 22      |
|  | Koalicja Obywatelska       | 20      |
|  | SLD Lewica Razem           | 2       |
|  | Polskie Stronnictwo Ludowe | 1       |
|  | Razem                      | 45      |

### 2024[26]
|  | Komitet wyborczy       | Mandaty |
|  | ---------------------- | ------- |
|  | Koalicja Obywatelska   | 20      |
|  | Prawo i Sprawiedliwość | 18      |
|  | Trzecia Droga          | 5       |
|  | Lewica                 | 2       |
|  | Razem                  | 45      |

## Wyróżnienia i nagrody
- Medal 100 – lecia Polskiego Czerwonego Krzyża (PCK)[27]